# Peter Holmberg
Peter Holmberg (1960. október 4. –) olimpiai ezüstérmes amerikai Virgin-szigeteki vitorlásversenyző.
Az amerikai Virgin-szigeteki St. Thomas szigetén született. A vitorlázást  négyéves korában kezdte tanulni szüleitől. Édesapja, Richard Holmberg vitorlás olimpikon volt. Egyetemi tanulmányait az Egyesült Államokban végezte, ahol tagja volt az egyetemi vitorláscsapatnak. Szülőföldjére visszatérve elhatározta, hogy részt vesz az 1984. évi nyári olimpiai játékok vitorlásversenyein finn dingi hajóosztályban. Kilenc hónapja volt a felkészülésre. Az olimpián 36 induló közül a tizenegyedik lett.
Kezdeti sikerein felbátorodva visszatért az Amerikai Virgin-szigetekre hajókészítőként dolgozni és levizsgázott ingatlanügynökként. Eközben a figyelme egyre jobban az 1988-as olimpiára terelődött. A felkészülését 1986-ban kezdte meg. Az egy évvel a játékok előtt megrendezett előolimpián nyolcadik volt. Ezt követően minden észak-amerikai és európai versenyen indult, és a Virgin-szigeteknél edzett, melynek vitorlázási viszonyai hasonlóak voltak, mint a dél-koreai verseny helyszínen. Az olimpián szerzett ezüstérme az Amerikai Virgin-szigetek első olimpiai érme volt.
Az olimpia után profi versenyző lett, és nagy hajóosztályok versenyein indult.